# Junius (New York)
Junius è un comune degli Stati Uniti d'America, situato nello stato di New York, nella contea di Seneca.